# متطلبات التلقيح الطبي للسفر الدولي
تعد متطلبات التلقيح الطبي للسفر الدولي أحد جوانب سياسة التلقيح المتعلقة بحركة الناس عبر الحدود. تطلب البلدان حول العالم من المسافرين المغادرين إلى بلدان أخرى، أو الواصلين من بلدان أخرى، أن يتلقحوا ضد أمراض معدية محددة من أجل منع الأوبئة. يُطلب من هؤلاء المسافرين عند التدقيق على النقاط الحدودية أن يظهروا إثباتًا بالتلقيح ضد أمراض معينة؛ ويعد سجل التلقيح الأوسع استخدامًا هو شهادة التطعيم الدولي الوقائية (شهادة التطعيم الدولية أو كارتي جون أو البطاقة الصفراء).

## الجدري
وُضعت أول شهادة دولية للتلقيح ضد مرض الجدري من خلال الاتفاقية الصحية الدولية في عام 1944 (كانت بحد ذاتها تعديلًا للاتفاقية الصحية الدولية لعام 1926 للملاحة البحرية والاتفاقية الصحية الدولية للملاحة الجوية). كانت الوثيقة الأولية صالحة لمدة أقصاها ثلاث سنوات.
كانت تعاني سياستها من بعض العيوب: لم تكن شهادات التلقيح تُفحص دائمًا من قبل أشخاص مؤهلين في المطارات، أو عند تنقل الركاب في المطارات في البلدان الخالية من الجدري. منحت وكالات السفر شهادات عن طريق الخطأ لبعض الزبائن غير الملقحين، وكان هناك بعض حالات الوثائق المزورة. في النهاية، كان عدد صغير من المسافرين لا يزال مصابًا بالجدري لأنهم لم يتلقحوا بشكل صحيح. مع ذلك يتفق جميع الخبراء على أن الحيازة الإلزامية لشهادات التلقيح زادت بشكل كبير من عدد المسافرين الذين تلقحوا، وشاركت بالتالي في منع انتشار الجدري، خاصة عندما خفض الانتشار السريع للسفر الجوي في ستينيات وسبعينيات القرن العشرين من زمن السفر من البلدان الموبوءة إلى جميع البلدان الأخرى إلى بضع ساعات فقط.
بعد القضاء على الجدري بنجاح في عام 1980، ألغيت الشهادة الدولية للتلقيح ضد الجدري في عام 1981، ولم يحوي نموذج عام 1983 للشهادة أي بند يتعلق بلقاح الجدري.

## الحمى الصفراء
يجب تلقيح المسافرين الذين يرغبون بالدخول إلى بلدان وأقاليم محددة ضد الحمى الصفراء قبل عشرة أيام من عبور الحدود، ويجب أن يكونوا قادرين على تقديم شهادة/سجل تلقيح على نقاط التفتيش الحدودية. في معظم الحالات، تعتمد متطلبات السفر هذه على فيما إذا كان البلد الذين يسافرون منه قد صُنف حسب منظمة الصحة العالمية على أنه «بلد معرض لخطر نقل الحمى الصفراء». في بعض البلدان، لا يهم من أي بلد يأتي المسافر، وجميع من يريد الدخول إلى هذه البلدان يجب أن يكون ملقحًا ضد الحمى الصفراء. يوجد استثناءات للأطفال حديثي الولادة؛ وفي معظم الحالات، أي طفل عمره على الأقل تسعة أشهر أو سنة يجب أن يتلقح.

## لقاح شلل الأطفال
يجب تلقيح المسافرين الذين يرغبون بالدخول إلى بلدان معينة أو مغادرتها ضد شلل الأطفال عادة على الأكثر قبل إثني عشر شهرًا وعلى الأقل قبل أربعة أشهر من عبور الحدود، ويجب أن يكونوا قادرين على تقديم شهادة أو سجل تلقيح على نقاط التفتيش الحدودية. تطبق معظم المتطلبات فقط عند السفر من وإلى ما يسمى بالبلدان الموبوءة بشلل الأطفال أو المتأثرة به أو الناقلة له أو البلدان «عالية الخطورة». تعد أفغانستان وباكستان ابتداءً من شهر أغسطس عام 2020 الدولتان الوحيدتان الموبوءتان بشلل الأطفال (لم يتم القضاء بعد على شلل الأطفال الحاد بعد). تمتلك عدة بلدان متطلبات سفر وقائية إضافية خاصة بشلل الأطفال، على سبيل المثال من وإلى «البلدان الرئيسية المعرضة للخطر»، والتي تشمل ابتداءً من ديسمبر عام 2020 الصين وإندونيسيا والموزمبيق وميانمار ووبابوا غينيا الجديدة.